# Eleazar Michajlovič Langman

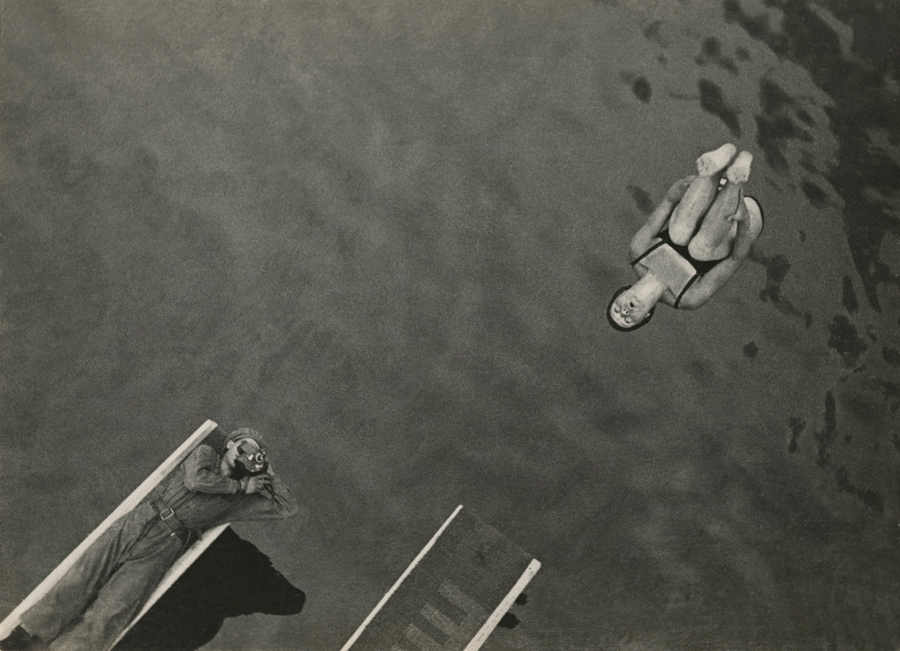
Skok do vody, 1932

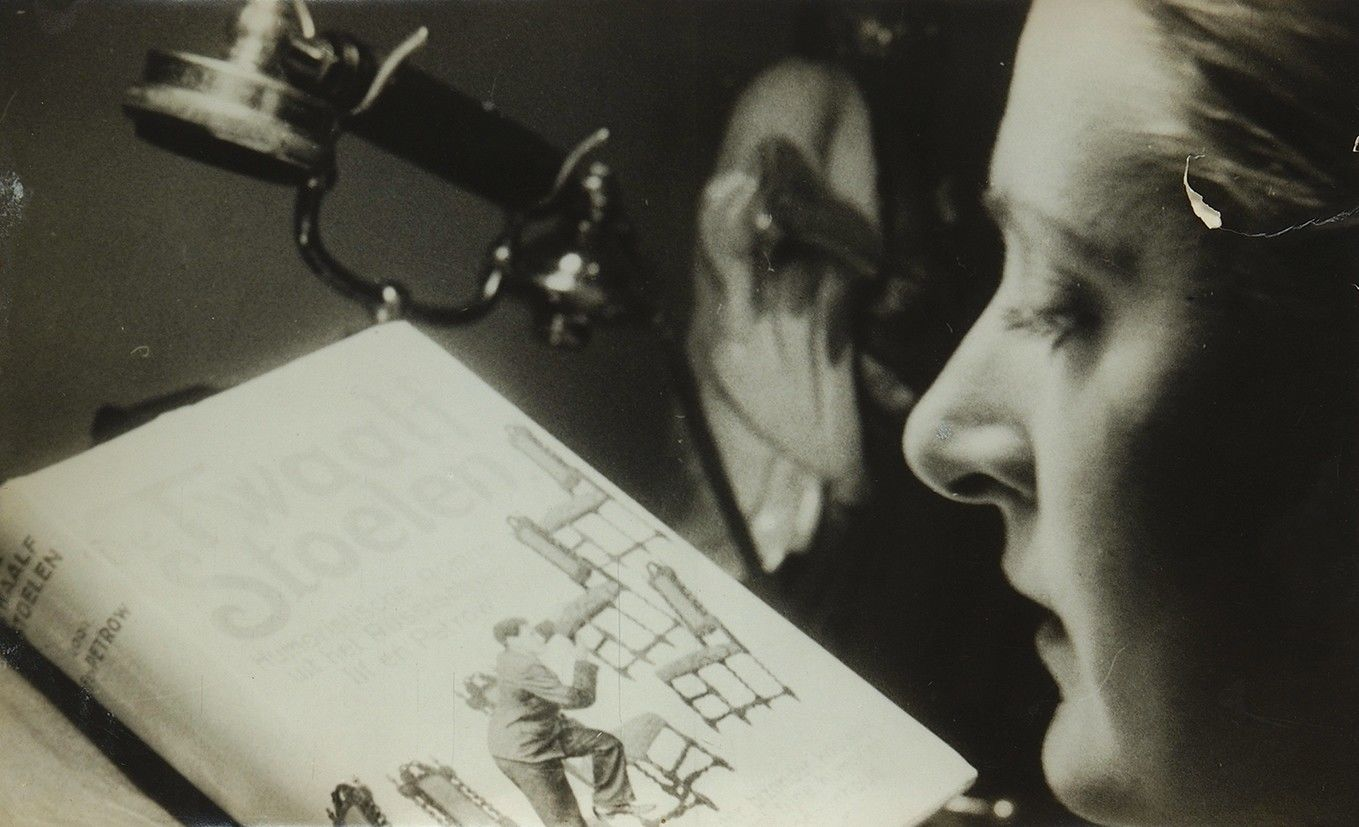
Portrét ženy spisovatele Ilji Ilfa, 1930-1940

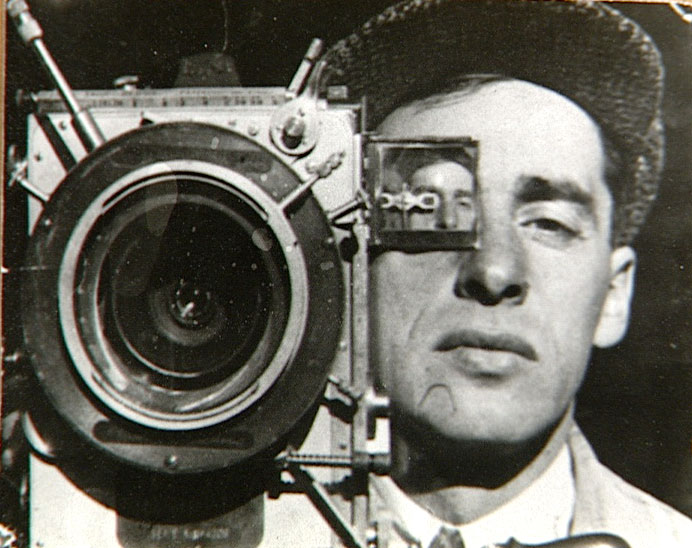
Kameraman a fotograf Michail Kaufman

Eleazar Michajlovič Langman (rusky Елеазар Михайлович Лангман, 1895 Oděsa – 1940 Moskva) byl sovětský fotograf.

## Život
Langman studoval na umělecké škole v rodné Oděse, na Charkovském polytechnickém institutu a moskevské konzervatoři, kde absolvoval hodiny houslí. Koncertoval, navrhoval plakáty a pracoval pro svého strýce, architekta A. Langmana. Mezitím vedl vojenský servisní tým na železniční trati Volga-Bugulma.
Langman pracoval jako fotoreportér pro noviny a časopisy v Moskvě od 20. do 30. let 20. století. Mimo jiné pracoval v brigádě vedené Borisem Ignatovičem v letech 1929–1930, která poskytovala fotografie pro noviny Večerňaja Moskva. Publikoval také články v časopise Sovětskoje foto (Sovětská fotografie). Do konce roku 1928 Langman spolupracoval se skupinou literárních umělců LEF („Left Front of Art“). Na začátku 30. let patřil do skupiny Říjen kolem Alexandra Rodčenka a Borise Ignatoviče a svými fotografiemi se účastnil skupinových výstav. V letech 1931 až 1940 často pracoval v časopise SSSR na strojke. Za svými zprávami často cestoval do Kazachstánu. Byl členem poroty, která vybírala fotografie pro výstavy v Americe a Evropě, pořizoval průmyslové fotografie pro nakladatelství Izogiz a přispíval fotografiemi do několika ilustrovaných knih.
Po odloučení od své manželky žil Langman svůj život bez trvalého domova. Naposledy pobýval v Rodčenkově ateliéru v Moskvě, kde v roce 1940 zbídačený zemřel. Archiv fotografického umělce byl ztracen.

## Dílo
Jako fotograf pracoval Langman s technikou Leica. Jeho realistické fotografie se zabývaly tématy sovětské společnosti, i když experimentoval s formou. Často používal náklony a úhly a velmi silně zdůrazňoval jednotlivé prvky obrazu. Někteří současní kritici na jeho fotografie reagovali obviněním z formalizmu. Langman se později obrátil k portrétní fotografii, raději zobrazoval lidi zblízka a mírně zespodu.
První portrétní fotografie Langmana se objevily v časopise SSSR na strojke a také ve fotoalbu se snímky za více než 10 let Uzbekistánu. Přispíval fotografiemi do dalších publikací, které se zabývaly například výsledky prvního pětiletého plánu, rekonstrukcí Moskvy a Rudé armády. Mimo jiné fotografoval továrny a farmy pro nakladatelství Izogiz. Některé z těchto snímků se objevily ve fotoknize o socialistickém průmyslu, kterou navrhl El Lisickij.
Známé fotografie Langmana jsou mimo jiné Snídaně (publikována v roce 1931 v Proletarskoje foto č. 1, s. 5) a Auf Kamelen (1935). Sám počítal mezi svá nejlepší díla Rozhlasovou gymnastiku (1931), Studentka (1934) nebo Orbu (1935).
Hans-Michael Koetzle klasifikuje Langmana ve svém Lexikonu fotografů jako konstruktivistu, průkopníka nové vize a jednoho z předních představitelů fotografické avantgardy. Uvádí, že „je mistrem v kombinaci sociálního obsahu s novým vizuálním jazykem“.

## Výstavy (výběr)

### Skupinové výstavy
- 1928: Deset let sovětské fotografie, Moskva a Leningrad
- 1930: Výstavy skupiny Říjen, Moskva a Berlín
- 1935: Masters of Soviet Photo Art, Moskva
- 1992: Museum of Modern Art, Oxford
- 1993: Rheinisches Landesmuseum Bonn
- 1995: Berlínská galerie
- 1999: Corcoran Gallery of Art, Washington, DC
- 2000: Columbus Museum of Art, Columbus
- 2015/2016: The Power of Pictures: Early Soviet Photography, Early Soviet Film, Jewish Museum, New York City[3]

### Samostatné výstavy
- 2013: Eleazar Langman. Koncentrace obrazu. 1920–1940, Muzeum multimediálního umění, Moskva[4]

## Galerie

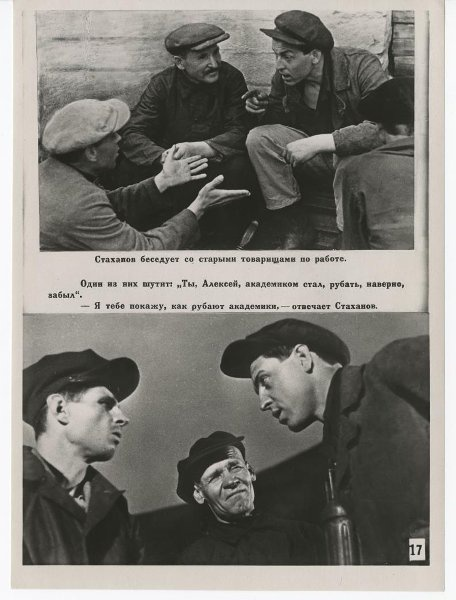
Alexej Stachanov mluví se starými soudruhy v práci, Donbas, 1938
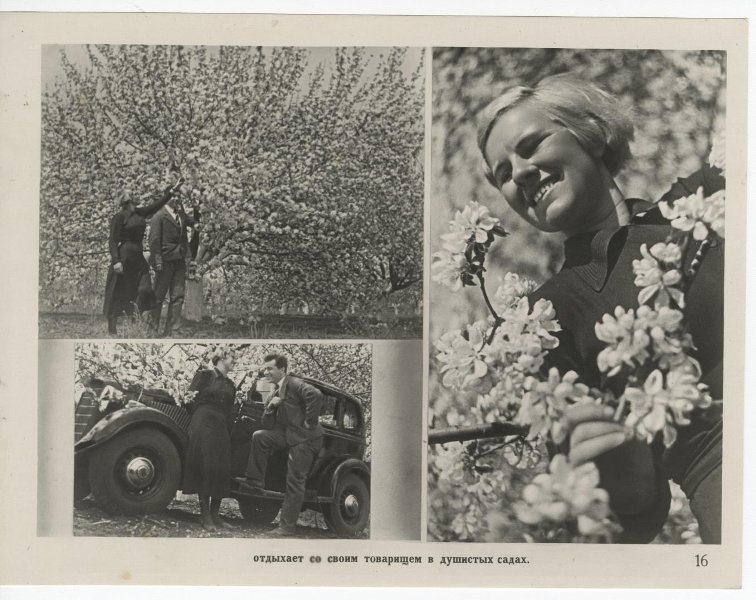
Lena Sibireva odpočívá se svými kamarády, Donbas, 1938
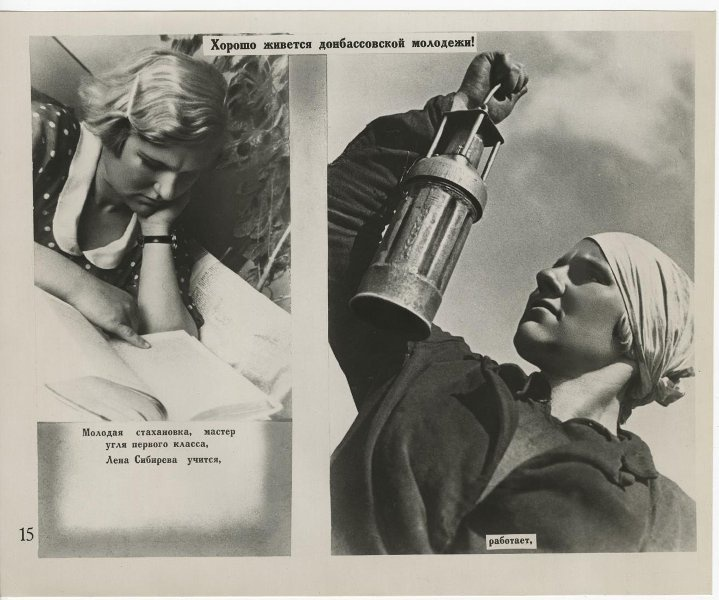
Donbasská mládež žije dobře! Donbas, 1938
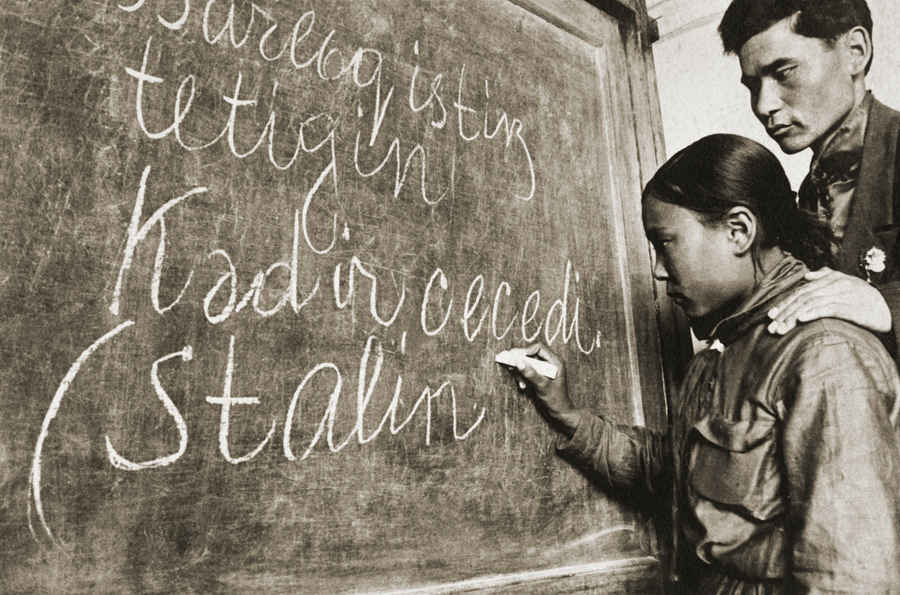
V kazašské škole, Kazachstán, 1934
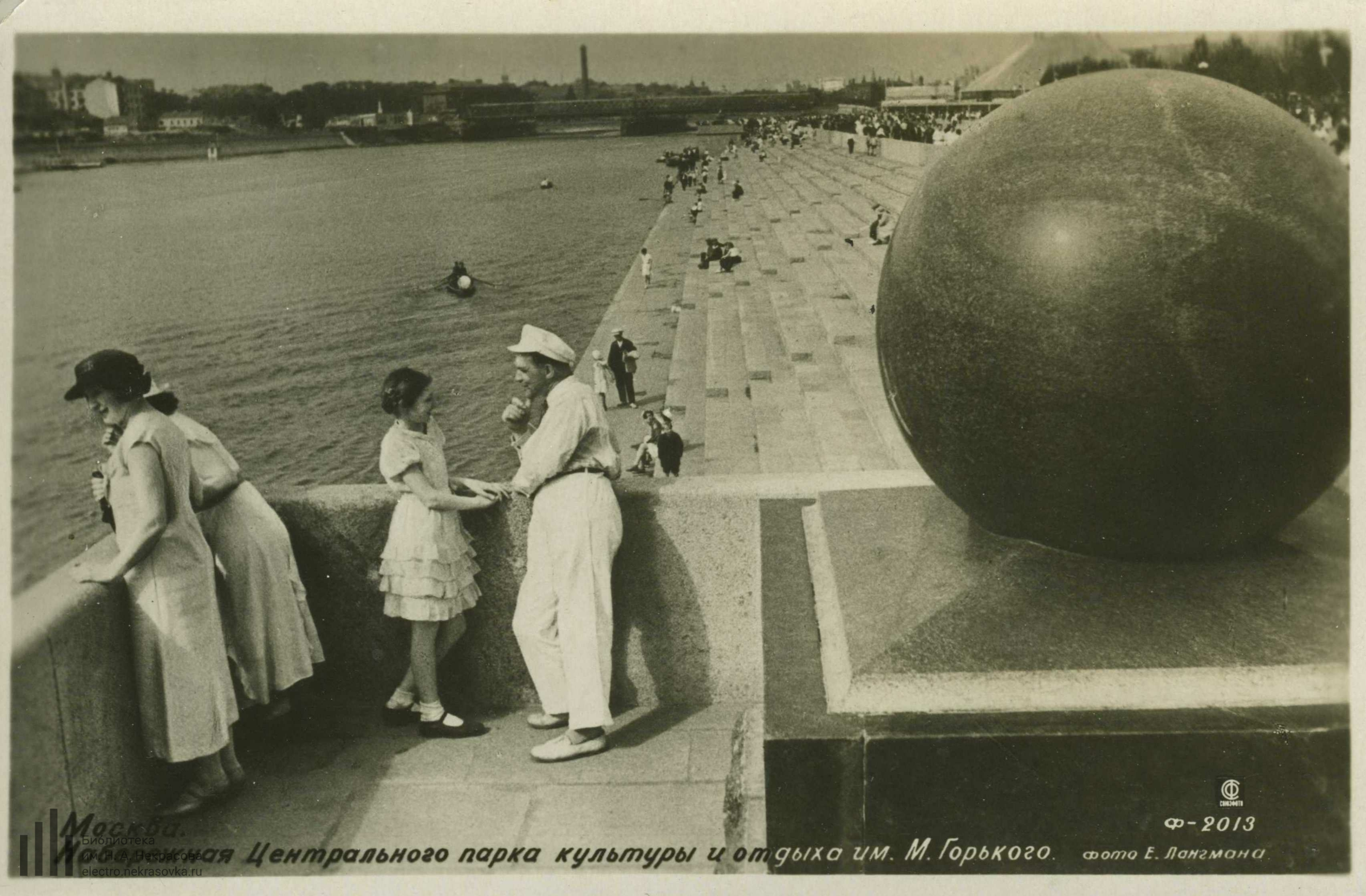
Moskva, Nábřeží Centrálního parku kultury a oddechu M. Gorkého
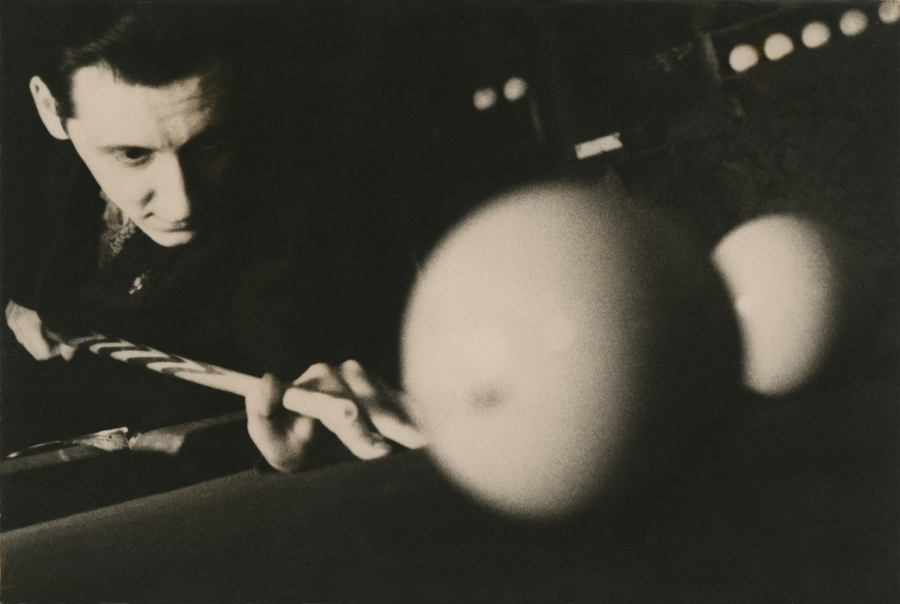
Hráč kulečníku, 1928-1930
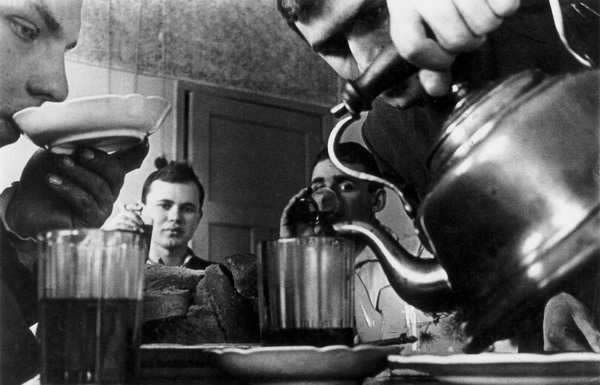
Ranní čaj v hostelu Dynamo, 1930
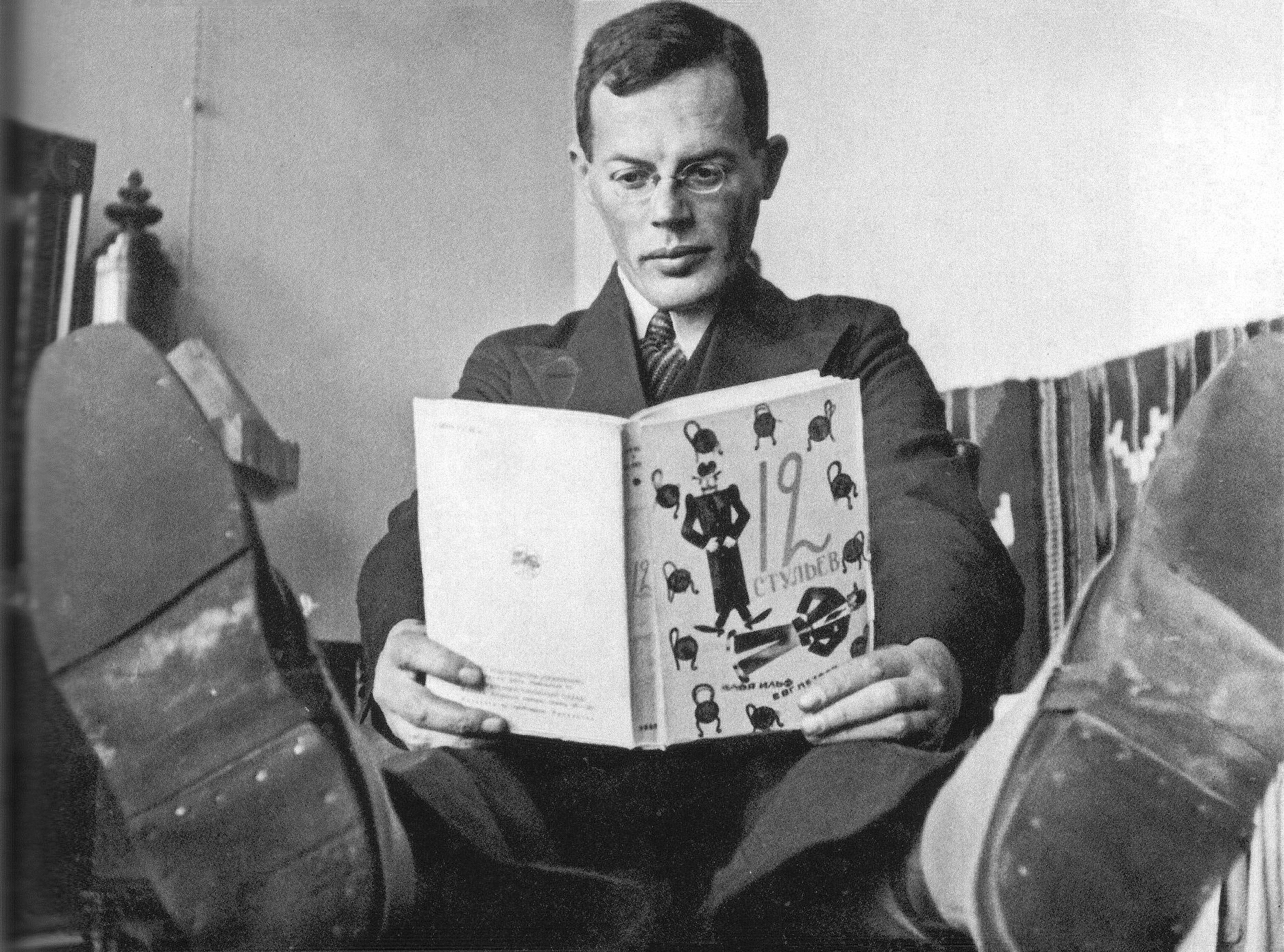
Ilja Ilf čte knihu "Dvanáct židlí", 1930
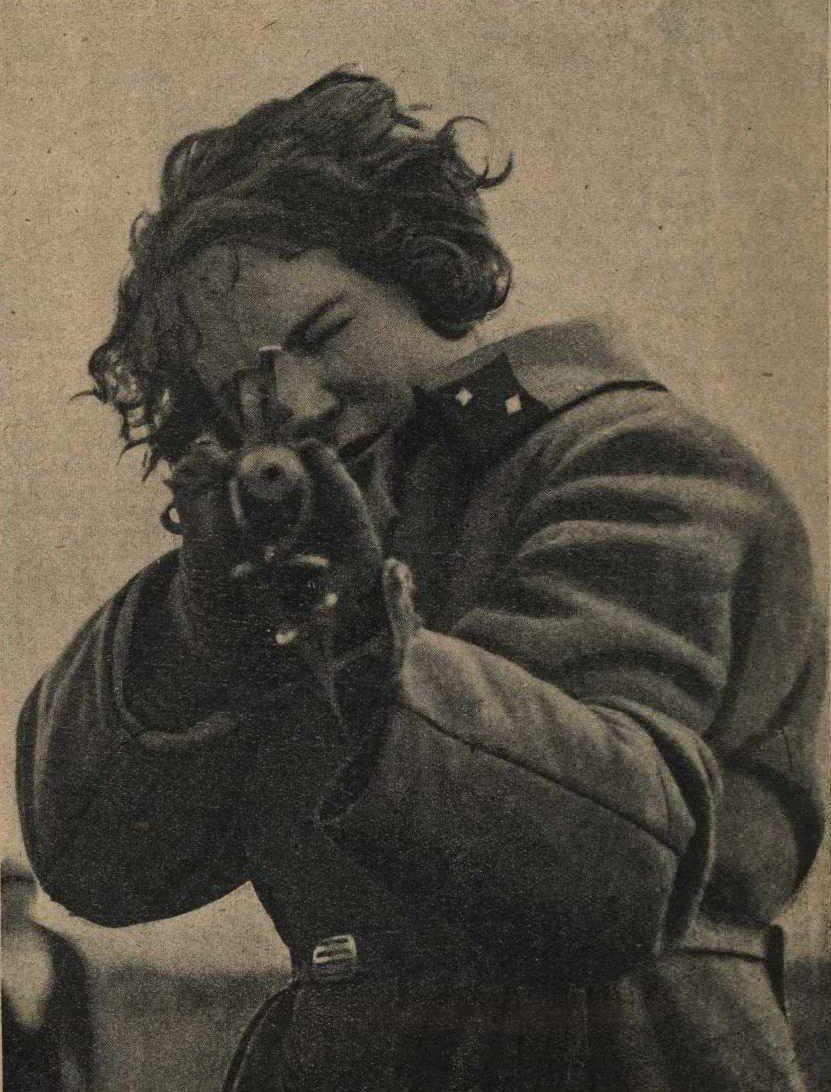
Kam míří? 1927
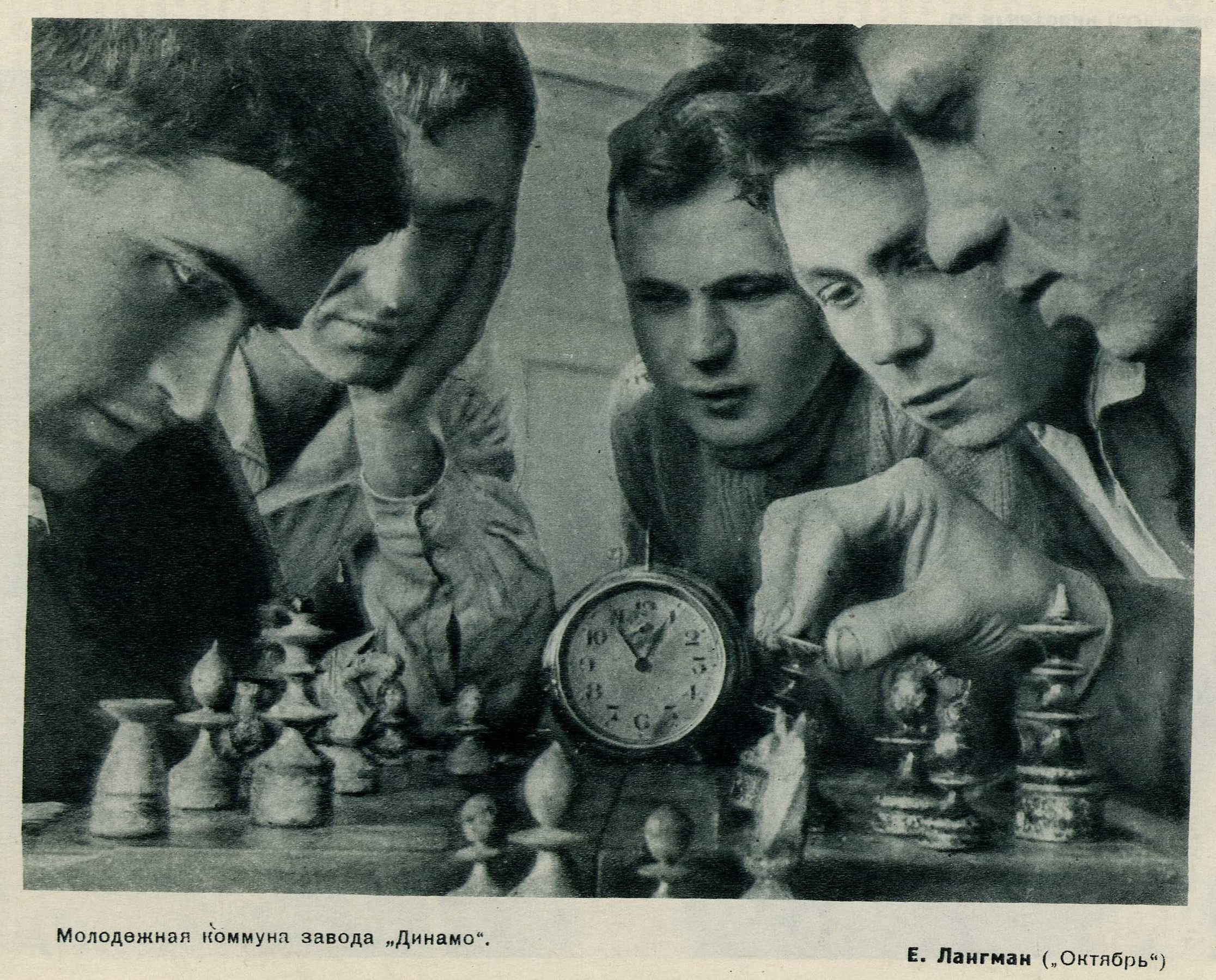
Mládežnická Komuna závodu Dynamo